# Урочище «Гайдучино-1»
Урочище «Гайдучино-1» — колишня ботанічна пам'ятка природи на землях Староконстянтинівського  лісгоспзагу (Красилівське лісництво, квадрат 83, ділянка 6). Була оголошена рішенням Хмельницького Облвиконкому № 72-р від 30.01.1968 року.

## Опис
Ділянка цінного високопродуктивного насадження дугласії віком 75 років, заввишки 29 м, середнім діаметром 36 см.
Площа 0,6 га.

## Скасування
Рішенням Хмельницького Облвиконкому № 20-24 від 18.11.2009 року пам'ятка була скасована.
Скасування статусу відбулось з причини включення до складу ботанічного заказника місцевого значення «Гайдучино».